# 小黑森山

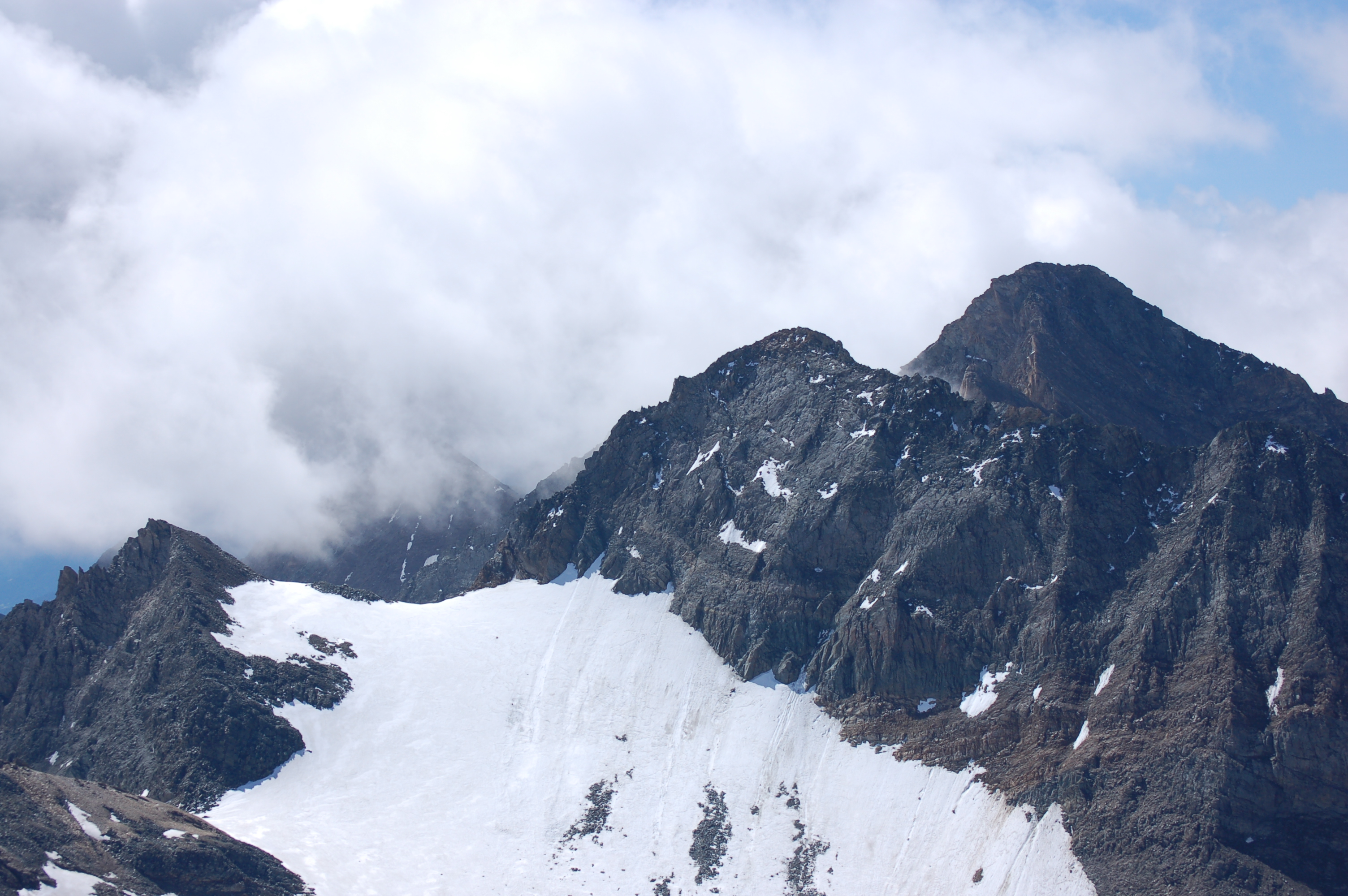

47°03′41″N 12°24′35″E / 47.061426°N 12.409794°E
小黑森山（德語：Kleiner Hexenkopf），是奧地利的山峰，位於該國西部，由蒂羅爾州負責管轄，屬於維內迪傑山脈的一部分，海拔高度3,194米，人類在1898年8月13日首次登頂。